# Bore kulle
Bore kulle (ofta sammanskrivet som Borekulle eller Borekullen) är en fornborg på Kroppefjäll i Melleruds kommun. Höjden är omgiven av branta stup som gör det svårt att nå toppen från norr, öster och söder. I väst har man rest stenmurar till skydd från angripare, men endast en låg vall av grus och småsten återstår.
En sägen säger att platsens namn kommer från jätten Bore som skall ha levt i en grotta i berget. En annan sägen berättar att det skall ha funnits en underjordisk gång mellan Bore kulle och Jättaberget i Dalskog.